# Embassy Hill
Az Embassy Hill egy megszűnt Formula–1-es csapat. Az istállót a kétszeres világbajnok Graham Hill alapította, aki az 1975-ös szezonban a saját építésű kasztnijával maga is versenyzett. Az alakulat 1973-ban mutatkozott be, majd három sikertelen idényt követően Graham Hill és néhány kiemelt jelentőségű csapattag halála miatt az 1976-os világbajnokság előtti hónapokban megszűnt. A csapatot az Imperial Tobacco dohányvállalat Embassy nevű márkája támogatta, és ez idő alatt a csapat különböző neveken futott.

## A csapat története
Az Embassy Hill Racing ötlete akkor jött létre, amikor Graham Hill elhatározta, hogy elhagyja korábbi csapatát, a Brabham istállót, mivel elégedetlen volt az ottani légkörrel. 1972 végén bejelentette, hogy megalapítja saját csapatát, melyben ő lesz egy személyben a tulajdonos és a versenyző is.

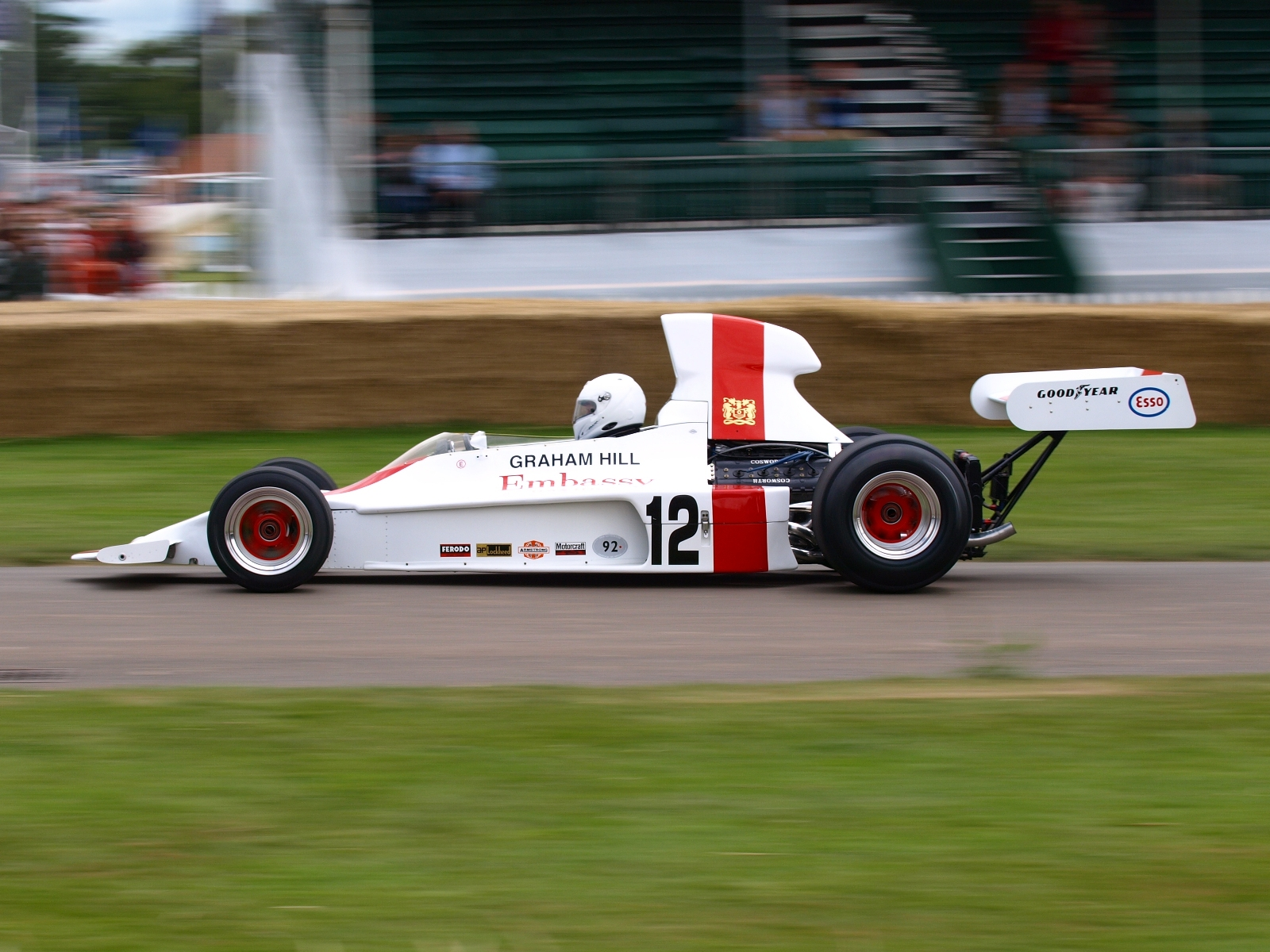
Hill 1973-as autója, a Shadow DN1 a 2008-as Goodwood Festival of Speed bemutatón.

Az Embassy támogatásával Hill kezdetben a Shadow autóit vásárolta meg. Abban az évben nem alakultak jól a dolgok: a csapat legjobb helyezése egy kilencedik hely volt Zolderben, a kilenc célba érkező közül az utolsó lett (a korábbi világbajnok a mezőny végéről indult, a 23 indulóból a 23. rajthelyet szerezte meg).
1974-ben a kasztnit a Lolatól vásárolta, míg 1975-re a csapat saját kasztnival állt elő, a GH1 nevű modellel, melyet Andy Smallman tervezett.
Sajnálatos módon a GH1 1975-ös spanyol nagydíjon történő debütálása szörnyen sikerült, mivel Rolf Stommelen autójának hátsó szárnya lerepült, az autó a szalagkorlátnak csapódott, melynek következtében négy ember életét vesztette. Stommelen ugyancsak megsérült a balesetben, és csak az év második felében tudott visszatérni a versenyzéshez.
Miután Hill az 1975-ös monacói nagydíjra (melyet korábban öt alkalommal nyert meg) nem tudta kvalifikálni magát, felhagyott a versenyzéssel, a helyét Tony Brise vette át. Brise feltörekvő tehetségként az 1975-ös svéd nagydíjon a hatodik helyen ért célba, míg az 1975-ös olasz nagydíjon a hatodik rajthelyről indulhatott.
Stommelen távollétében a másik autót Alan Jones vezette néhány verseny erejéig. Az ausztrál az 1975-ös német nagydíjon ötödikként ért célba.
A második számú autót François Migault és Vern Schuppan is vezette az év során. Stommelen az idény végén tért vissza.

## A megszűnés
Egy ködös napon, 1975. november 29-én a csapat néhány tagja épp Franciaországból készült hazatérni, ahol a következő évi, GH2 nevű modellt tesztelték. A kis-repülőgépet maga Graham Hill vezette, amely a rossz időjárási körülmények miatt London közelében lezuhant. A szerencsétlenséget senki sem élte túl, Hill mellett a tervező Smallman és a fiatal Brise is életét vesztette. Az alakulat hat tagja hunyt el. A csapat ezzel gyakorlatilag megszűnt.

## Formula–1-es eredményei
(Táblázat értelmezése)

(Félkövér: pole-pozícióból indult; dőlt: leggyorsabb kört futott) 

| Év   | Kasztni                 | Motor   | Gumi | Versenyzők       | 1   | 2   | 3   | 4   | 5   | 6   | 7   | 8   | 9   | 10  | 11  | 12  | 13  | 14  | 15  | Pont | Helyezés |
| ---- | ----------------------- | ------- | ---- | ---------------- | --- | --- | --- | --- | --- | --- | --- | --- | --- | --- | --- | --- | --- | --- | --- | ---- | -------- |
| 1973 | Shadow DN1              | Ford V8 | G    |                  | ARG | BRA | RSA | ESP | BEL | MON | SWE | FRA | GBR | NED | GER | AUT | ITA | CAN | USA | -    | -        |
| 1973 | Shadow DN1              | Ford V8 | G    | Graham Hill      |     |     |     | Ki  | 9   | Ki  | Ki  | 10  | Ki  | Hn  | 13  | Ki  | 14  | 16  | 13  | -    | -        |
| 1974 | Lola T370               | Ford V8 | F    |                  | ARG | BRA | RSA | ESP | BEL | MON | SWE | NED | FRA | GBR | GER | AUT | ITA | CAN | USA | -    | -        |
| 1974 | Lola T370               | Ford V8 | F    | Graham Hill      | Ki  | 11  | 12  | Ki  | 8   | 7   | 6   | Ki  | 13  | 13  | 9   | 12  | 8   | 14  | 8   | -    | -        |
| 1974 | Lola T370               | Ford V8 | F    | Guy Edwards      | 11  | Ki  |     | Nk  | 12  | 8   | 7   | Ki  | 15  | Ni  | Nk  |     |     |     |     | -    | -        |
| 1974 | Lola T370               | Ford V8 | F    | Rolf Stommelen   |     |     |     |     |     |     |     |     |     |     |     | Ki  | Ki  | 11  | 12  | -    | -        |
| 1974 | Lola T370               | Ford V8 | F    | Peter Gethin     |     |     |     |     |     |     |     |     |     | Ki  |     |     |     |     |     | -    | -        |
| 1975 | Lola T370 T371 Hill GH1 | Ford V8 | G    |                  | ARG | BRA | RSA | ESP | MON | BEL | SWE | NED | FRA | GBR | GER | AUT | ITA | USA |     | 3    | 11.      |
| 1975 | Lola T370 T371 Hill GH1 | Ford V8 | G    | Graham Hill      | 10  | 12  | Nk  |     | Nk  |     |     |     |     |     |     |     |     |     |     | 3    | 11.      |
| 1975 | Lola T370 T371 Hill GH1 | Ford V8 | G    | Tony Brise       |     |     |     |     |     | Ki  | 6   | 7   | 7   | 15  | Ki  | 15  | Ki  | Ki  |     | 3    | 11.      |
| 1975 | Lola T370 T371 Hill GH1 | Ford V8 | G    | Rolf Stommelen   | 13  | 14  | 7   | Ki  |     |     |     |     |     |     |     | 16  | Ki  |     |     | 3    | 11.      |
| 1975 | Lola T370 T371 Hill GH1 | Ford V8 | G    | François Migault |     |     |     | Hn  |     | Ki  |     |     |     |     |     |     |     |     |     | 3    | 11.      |
| 1975 | Lola T370 T371 Hill GH1 | Ford V8 | G    | Vern Schuppan    |     |     |     |     |     |     | Ki  |     |     |     |     |     |     |     |     | 3    | 11.      |
| 1975 | Lola T370 T371 Hill GH1 | Ford V8 | G    | Alan Jones       |     |     |     |     |     |     |     | 13  | 16  | 10  | 5   |     |     |     |     | 3    | 11.      |

## Külső hivatkozások
- Méltán elfeledve - Embassy of Death
- Profil az Allf1.info-n (angolul)
- Profil a statsf1.com-on (angolul)